# Bukit Bedari
Bukit Bedari är en kulle i Indonesien.   Den ligger i provinsen Aceh, i den västra delen av landet, 1 600 km nordväst om huvudstaden Jakarta. Toppen på Bukit Bedari är 146 meter över havet, eller 59 meter över den omgivande terrängen. Bredden vid basen är 5,0 km.
Terrängen runt Bukit Bedari är varierad.Runt Bukit Bedari är det ganska glesbefolkat, med 26 invånare per kvadratkilometer. I omgivningarna runt Bukit Bedari växer i huvudsak städsegrön lövskog.